# Кучеренко, Евгений Игоревич
Евге́ний И́горевич Кучере́нко (укр. Євгеній Ігорович Кучеренко; 27 августа 1999, Киев, Украина) — украинский футболист, вратарь клуба «Данди Юнайтед».

## Клубная карьера
Футбольную карьеру начал в 2017 году в составе клуба «Шахтёр» Донецк.
В начале 2020 года перешёл в украинский клуб «Колос» Ковалёвка. 15 июля 2020 года в матче против клуба «Шахтёр» Донецк дебютировал в украинской Премьер-лиге.
В начале 2022 года на правах аренды перешёл в казахстанский клуб «Аксу». 5 марта 2022 года в матче против клуба «Атырау» дебютировал в казахстанской Премьер-лиге.

## Карьера в сборной
22 марта 2019 года дебютировал за молодёжную сборную Украины в матче против молодёжной сборной Северной Македонии (3:1).

## Клубная статистика
| Игровая карьера | Игровая карьера | Игровая карьера | Лига | Лига | Кубок | Кубок | Межд. | Межд. | Др. | Др. |
| --------------- | --------------- | --------------- | ---- | ---- | ----- | ----- | ----- | ----- | --- | --- |
| 2019/20         | Колос           | А               | 1    | -2   | —     | —     | —     | —     | —   | —   |
| 2021/22         | Подолье         | Б               | 14   | -12  | 1     | -3    | —     | —     | —   | —   |
| 2022            | Аксу            | А               | 1    | 0    | —     | —     | —     | —     | —   | —   |